# Jenkinsburg
Jenkinsburg és una població dels Estats Units a l'estat de Geòrgia. Segons el cens del 2000 tenia 203 habitants.

## Demografia
Segons el cens del 2000, Jenkinsburg tenia 203 habitants, 76 habitatges, i 55 famílies. La densitat de població era de 99,2 habitants/km².
Dels 76 habitatges en un 31,6% hi vivien nens de menys de 18 anys, en un 57,9% hi vivien parelles casades, en un 13,2% dones solteres, i en un 27,6% no eren unitats familiars. En el 25% dels habitatges hi vivien persones soles el 6,6% de les quals corresponia a persones de 65 anys o més que vivien soles. El nombre mitjà de persones vivint en cada habitatge era de 2,62 i el nombre mitjà de persones que vivien en cada família era de 3,13.
Per edats la població es repartia de la següent manera: un 26,1% tenia menys de 18 anys, un 8,9% entre 18 i 24, un 29,6% entre 25 i 44, un 25,6% de 45 a 60 i un 9,9% 65 anys o més.
L'edat mediana era de 36 anys. Per cada 100 dones de 18 o més anys hi havia 85,2 homes.
La renda mediana per habitatge era de 40.417 $ i la renda mediana per família de 45.625 $. Els homes tenien una renda mediana de 31.786 $ mentre que les dones 29.000 $. La renda per capita de la població era de 17.437 $. Entorn del 4,3% de les famílies i el 13,7% de la població estaven per davall del llindar de pobresa.

## Poblacions més properes
El següent diagrama mostra les poblacions més properes.